# Линия Чхюньвань
Линия Чхюньвань (Tsuen Wan Line, 荃灣綫) — одна из десяти линий Гонконгского метрополитена — самой оживлённой системы общественного транспорта города. Она пролегает от Центрального района на острове Гонконг до района Чхюньвань (округ Чхюньвань) на Новых территориях. Линия Чхюньвань открылась 10 мая 1982 года, имеет длину 16,9 км (ширина колеи — 1432 мм), 16 станций, средняя продолжительность поездки — 30 минут. На схематических картах MTR обозначается красным цветом.
Линия Чхюньвань пролегает под бухтой Виктория, соединяет деловой центр Гонконга с густонаселёнными районами Коулуна и Новых территорий, из-за чего является одной из самых оживлённых в городе. На всех станциях линии установлены платформенные раздвижные двери. 

## История
Линия Чхюньвань является второй из трёх оригинальных линий Гонконгского метрополитена. В 1967 и 1970 годах она была внесена в проекты разработки метро, но как участок другой линии. Сегодня линия Чхюньвань несколько отличается от первоначального проекта, особенно на участке, который проходит по Новым территориям. Изначально конечная станция должна была находиться в долине западнее нынешней станции Чхюньвань (на том месте располагается станция Чхюньвань-Вест Западной линии, построенная намного позже). Кроме того, северо-западный участок линии Чхюньвань планировалось сделать подземным, а не наземным, как сейчас.
В 1975—1977 годах Городской совет Гонконга одобрил строительство линии Чхюньвань и в марте 1979 года работы начались. В декабре 1979 года как часть линии Куньтхон открылся участок в Коулуне (от нынешней станции Чимсачёй до станции Вонкок), а в феврале 1980 года как часть той же линии — участок на острове Гонконг (нынешние станции Центральная и Адмиралтейство). В апреле 1982 года старая линия Куньтхон была разделена на две секции: новая линия Куньтхон тянулась до нынешней станции Яуматэй, а линия Чхюньвань — от Центральной станции до Вонкока. Часть линии Чхюньвань до окончания строительных работ не обслуживала пассажирские составы. 
Секция от станции Чхюньвань до станции Лайкин и далее до станции Принц Эдвард открылась 10 мая 1982 года, присоединившись к уже существующей секции под улицей Натан-роуд в Коулуне, которая находилась в эксплуатации с 1979 года как часть линии Куньтхон (при открытии станция Принц Эдвард действовала только как пересадочная, без возможности подняться на поверхность). Через неделю начали работать остальные четыре станции на участке между Лайкин и Принц Эдвард, а сама Принц Эдвард запустила полноценный трафик пассажиров.

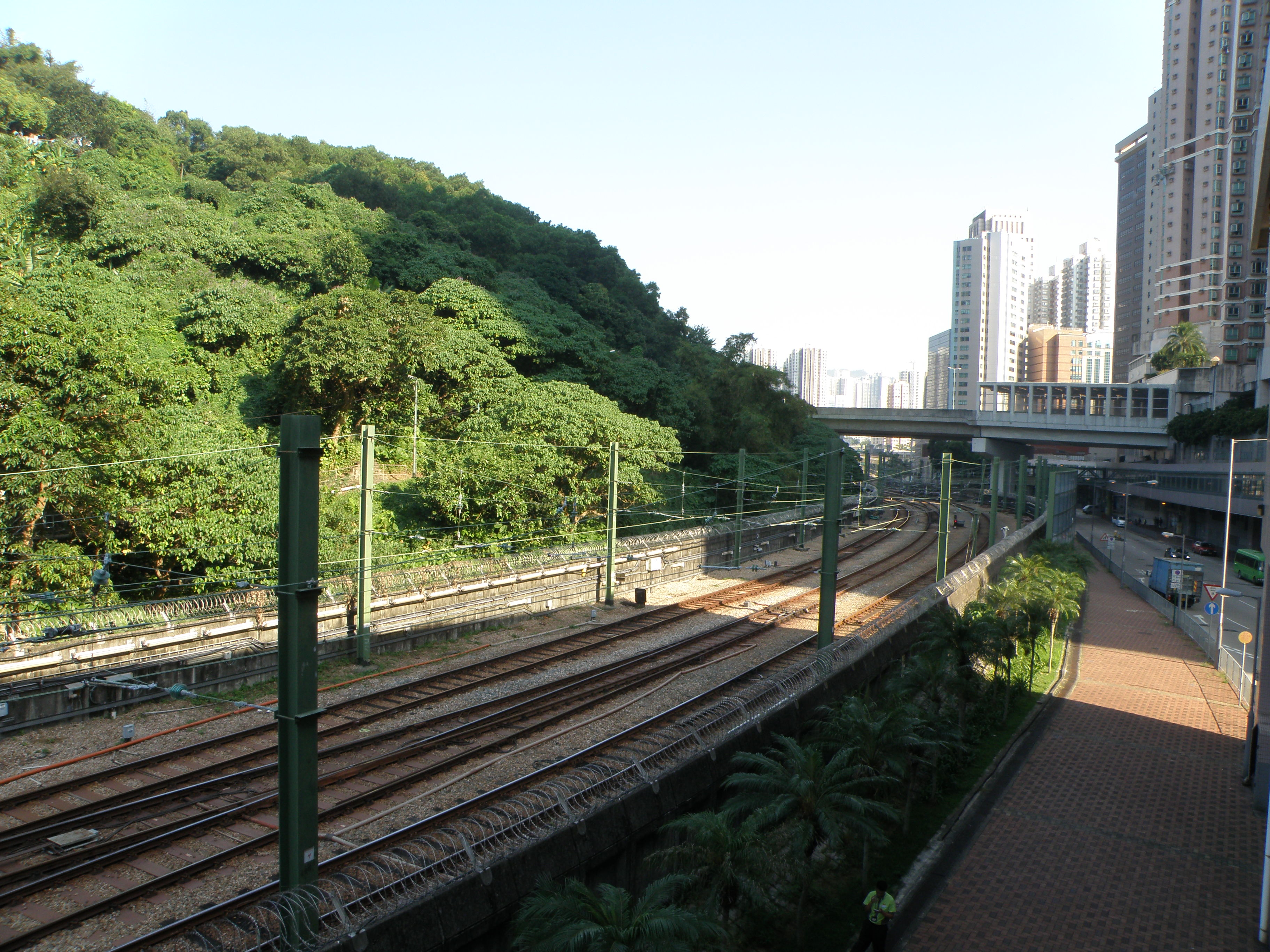
Станция Чхюньвань
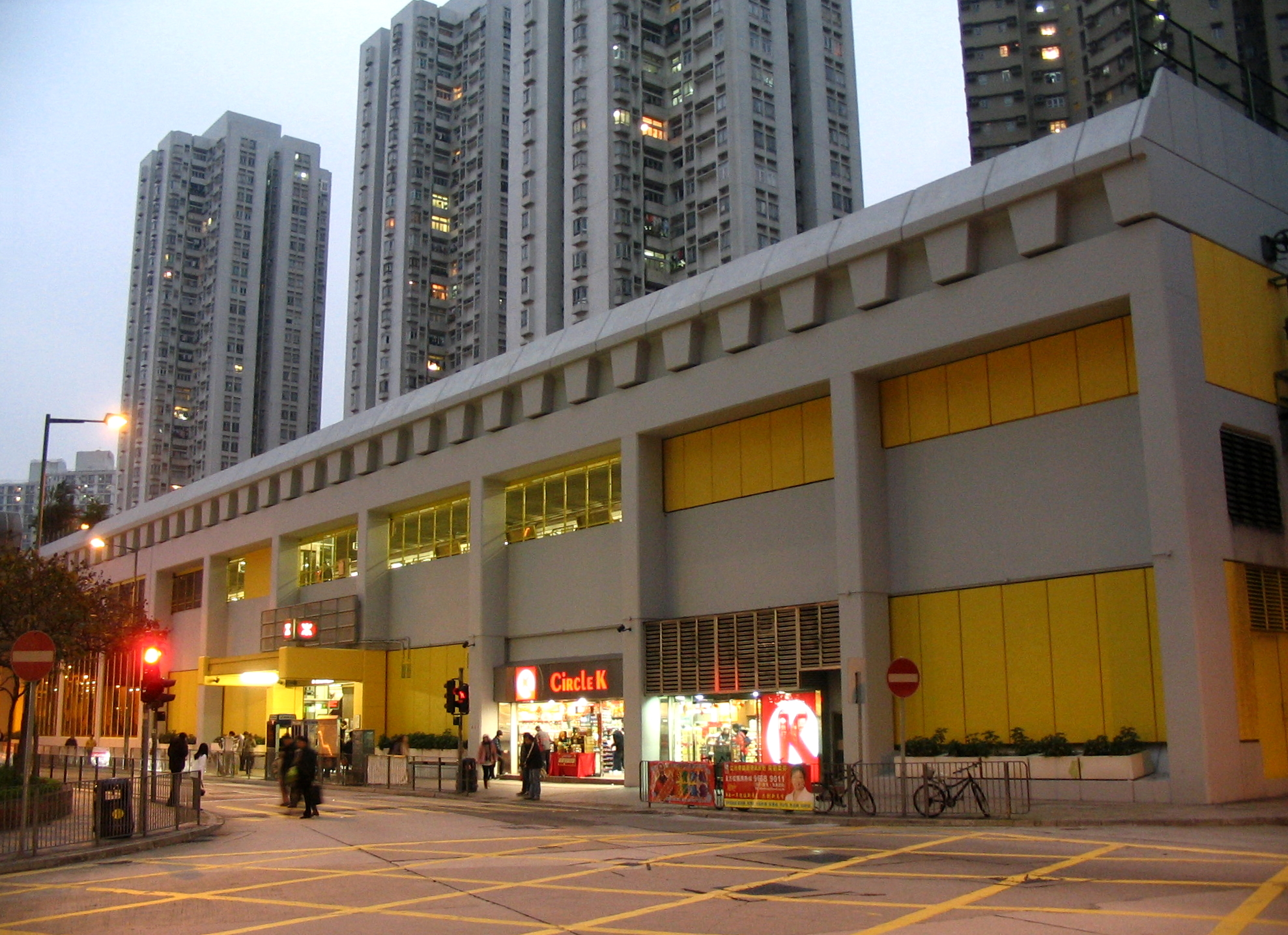
Станция Кхуайхин
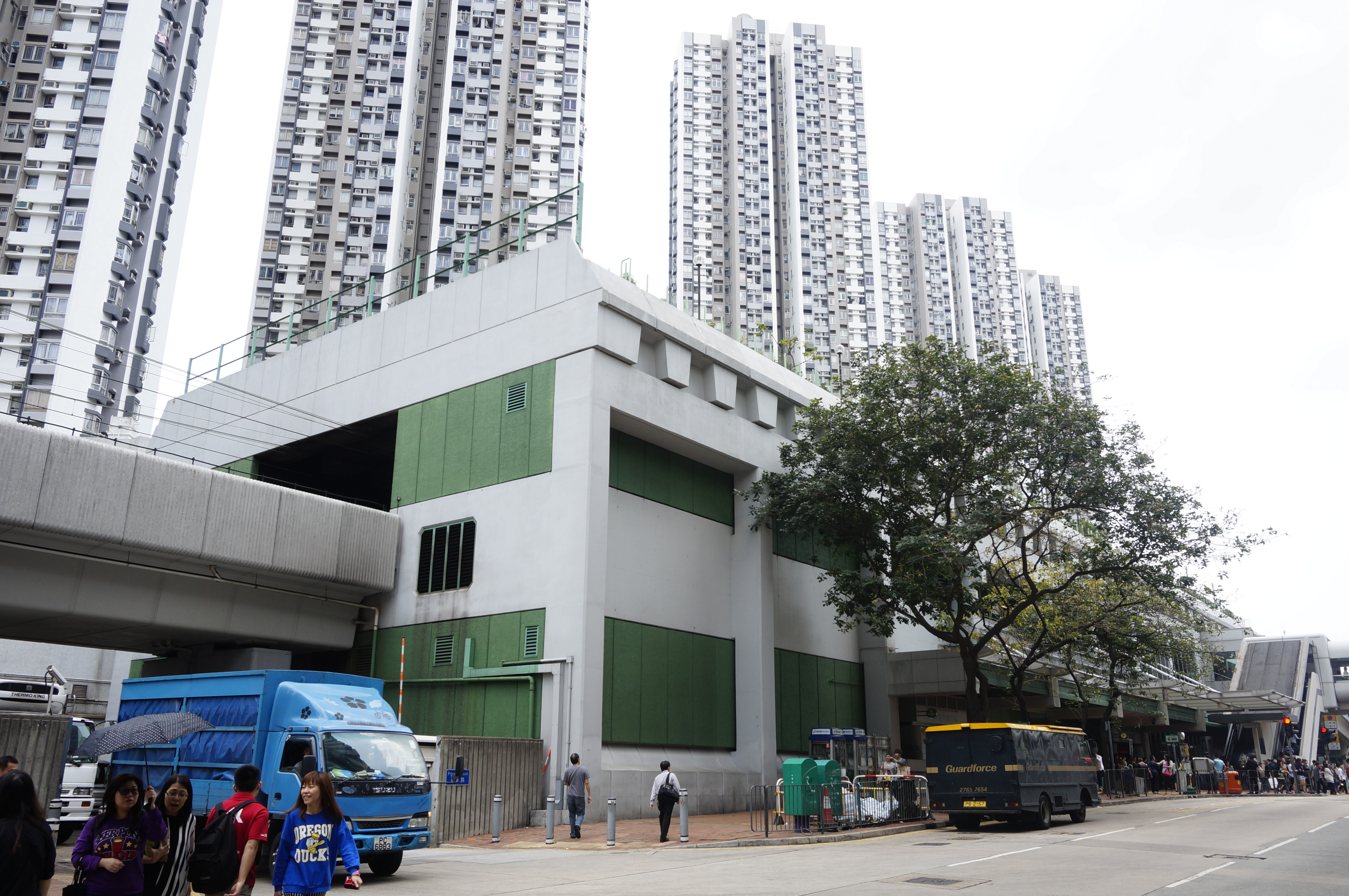
Станция Кхуайфон
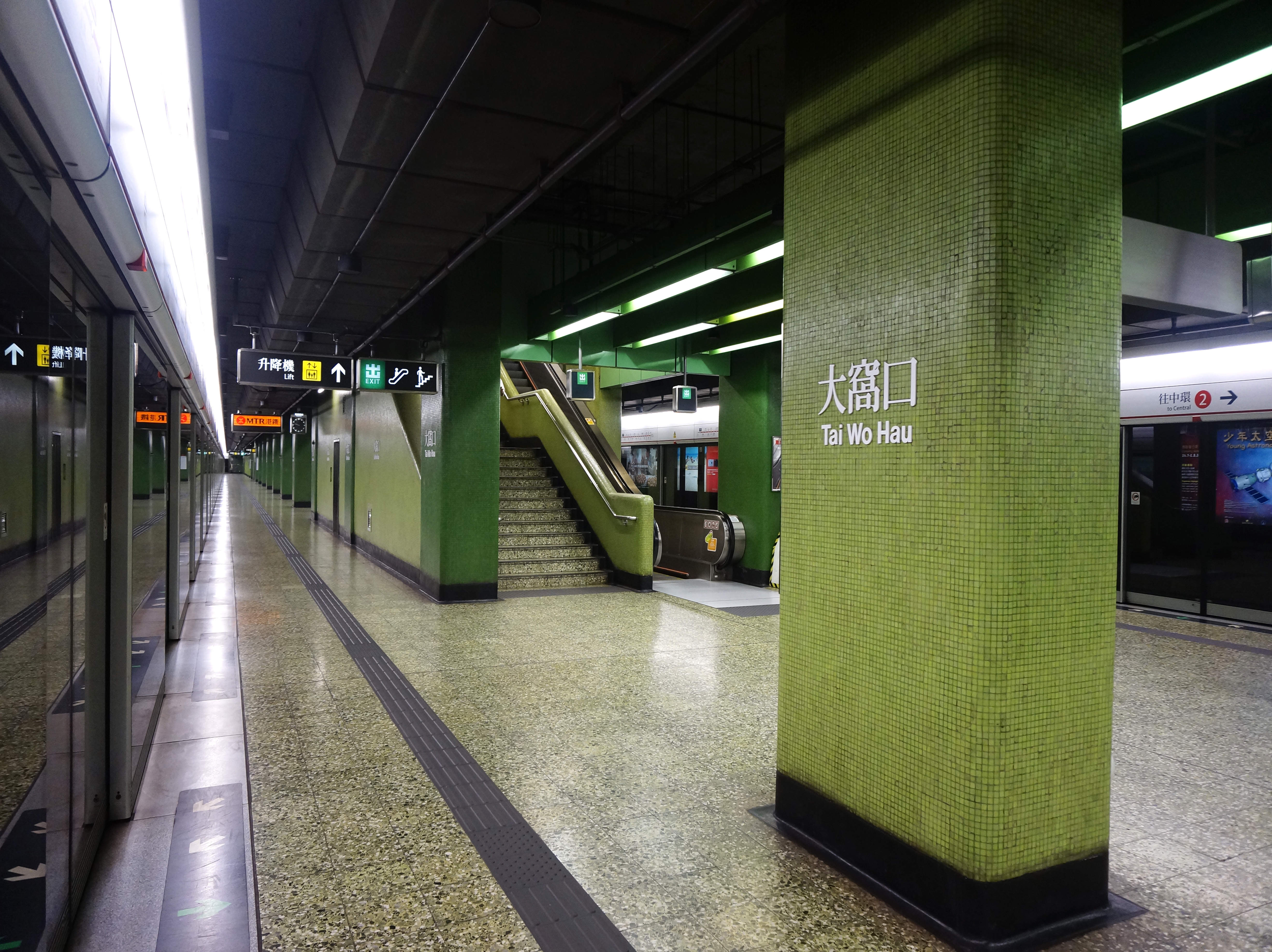
Станция Тайвохау

Во время открытия линии Айленд (1985) станции Чатер, Ватерлоо и Аргайл, первоначально названные так из-за расположения над ними улиц Чатер-роуд, Ватерлоо-роуд и Аргайл-стрит, были переименованы в Центральная, Яуматэй и Вонкок соответственно. Станция Лайвань была переименована в Мэйфу и на английском, и на китайском языках.
В 1997—1998 годах, перед открытием линии Тунчхун, были изменены платформы, а также трафик пассажиров и поездов на пересадочной станции Лайкин. В марте 2003 года на станции Мэйфу были закончены переходы на Западную линию, а в октябре 2004 года был сдан переход со станции Чимсачёй на станцию Ист-Чимсачёй той же линии.

## Маршрут
Линия Чхюньвань ориентирована на ось север — юг. Преимущественно она пролегает под землёй; начинается от Центральной станции, затем пересекает бухту Виктория и оказывается в Коулуне на станции Чимсачёй. От станции Чимсачёй до Принц Эдвард линия следует вдоль улицы Натан-роуд, затем от станции Самсёйпоу до Мэйфу — вдоль улицы Чхёнсавань-роуд, после чего пересекает холмы и достигает станции Лайкин. После станции Лайкин линия выходит на поверхность, между станциями Кхуайфон и Кхуайхин она частично прикрыта с целью минимизировать шумы и колебания для ближайших жилых домов. После станции Кхуайхин линия вновь опускается в туннель, из которого выходит только перед конечной станцией Чхюньвань.

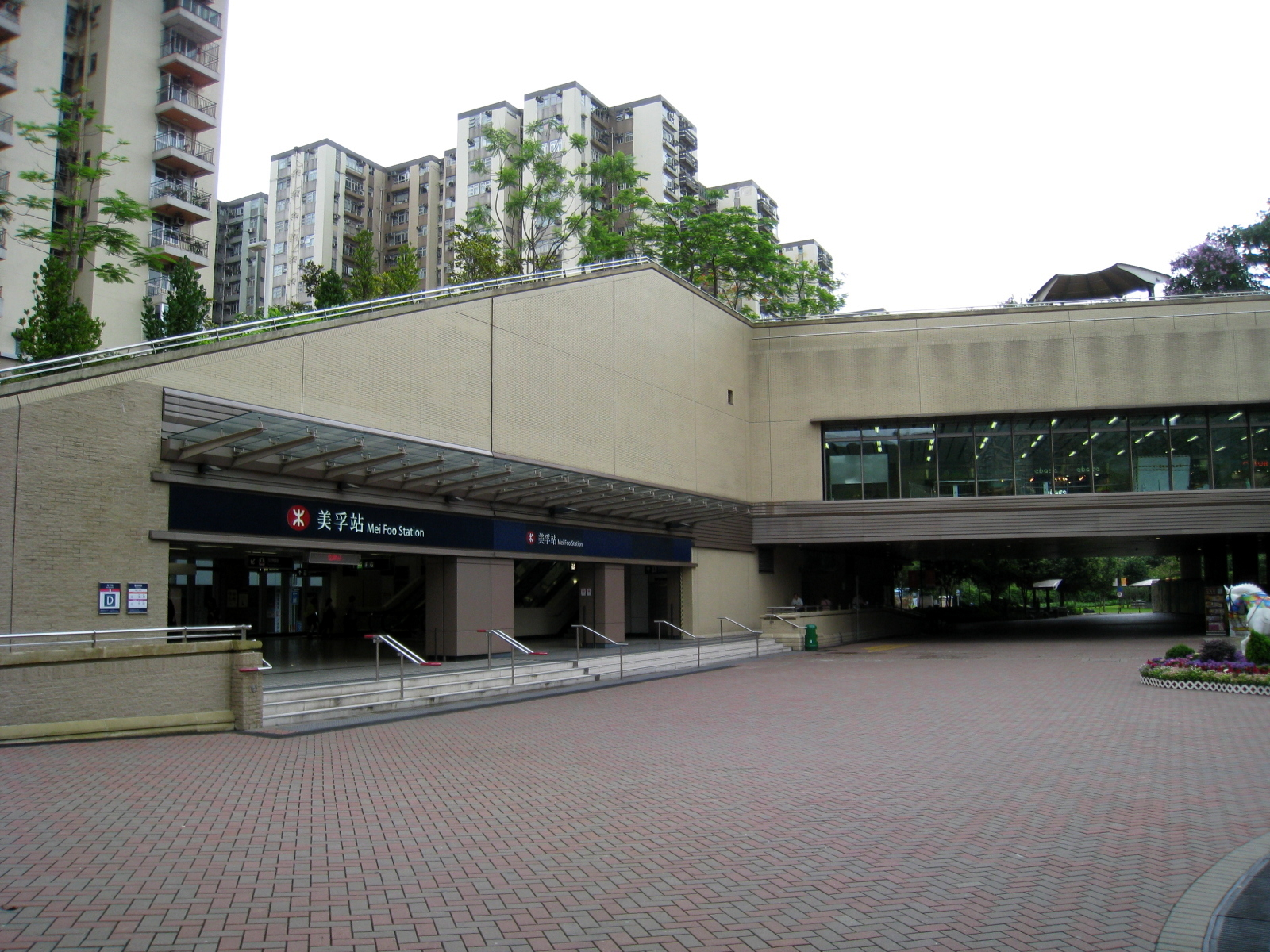
Станция Мэйфу
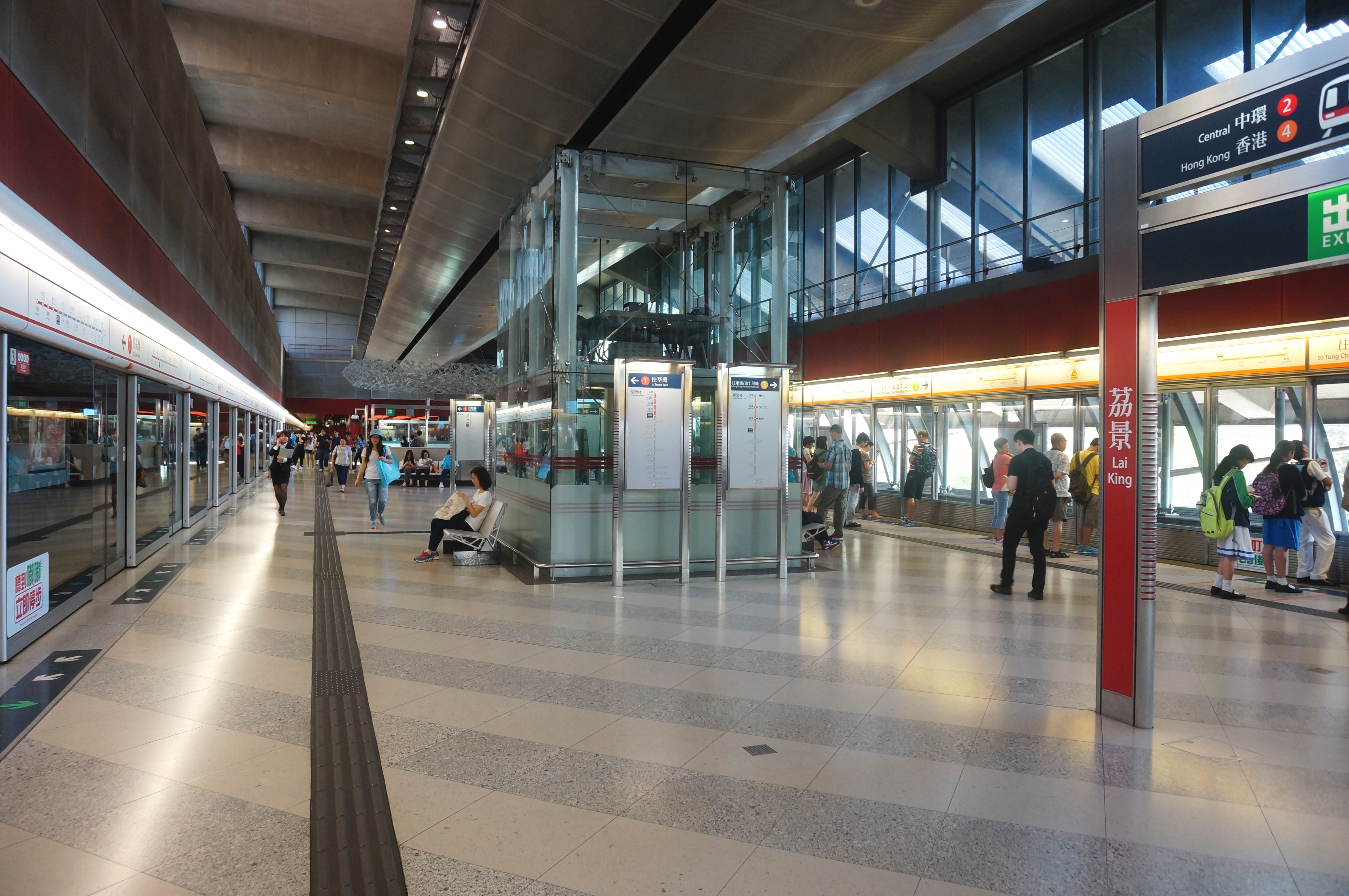
Станция Лайкин
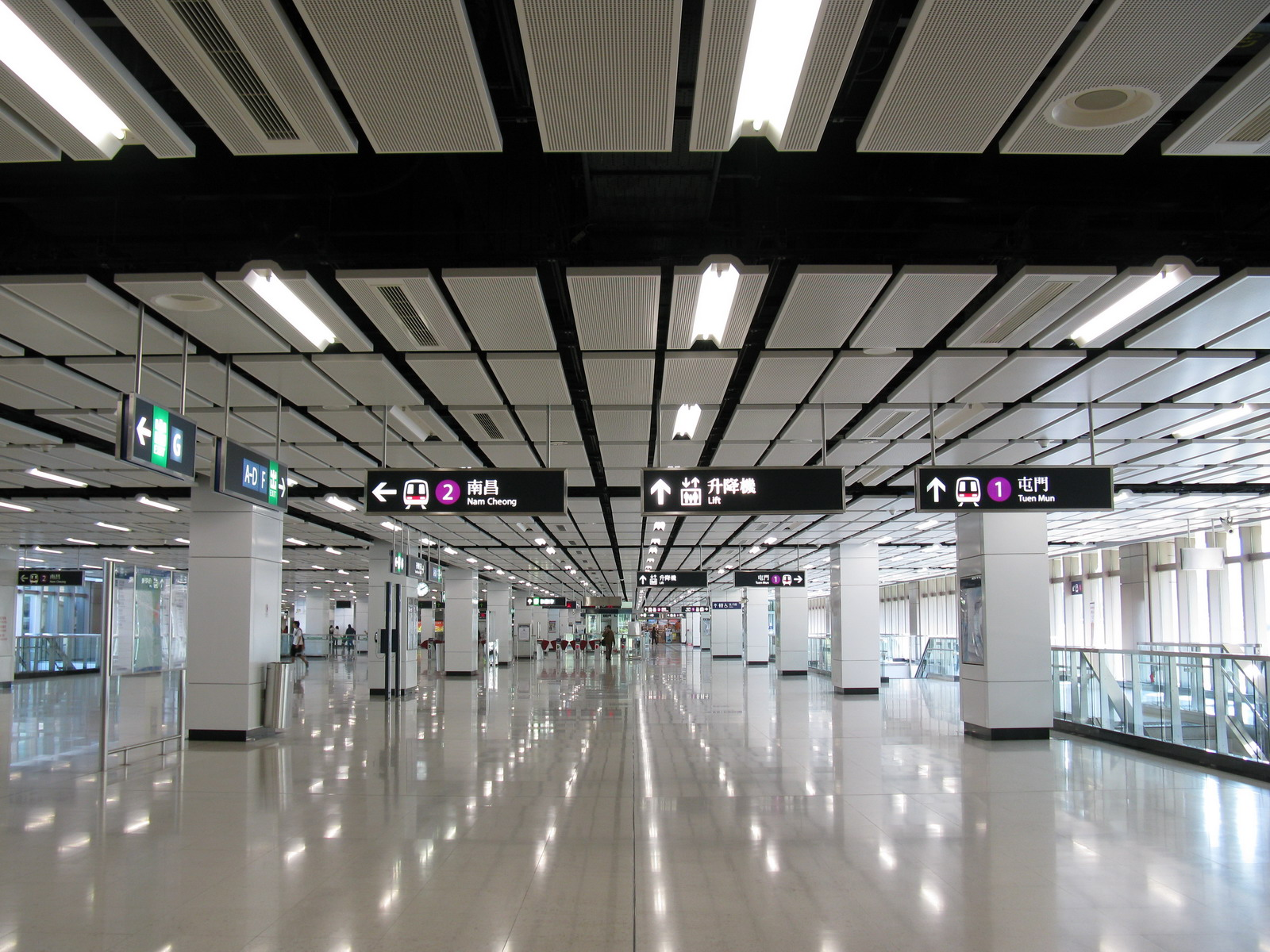
Станция Мэйфу
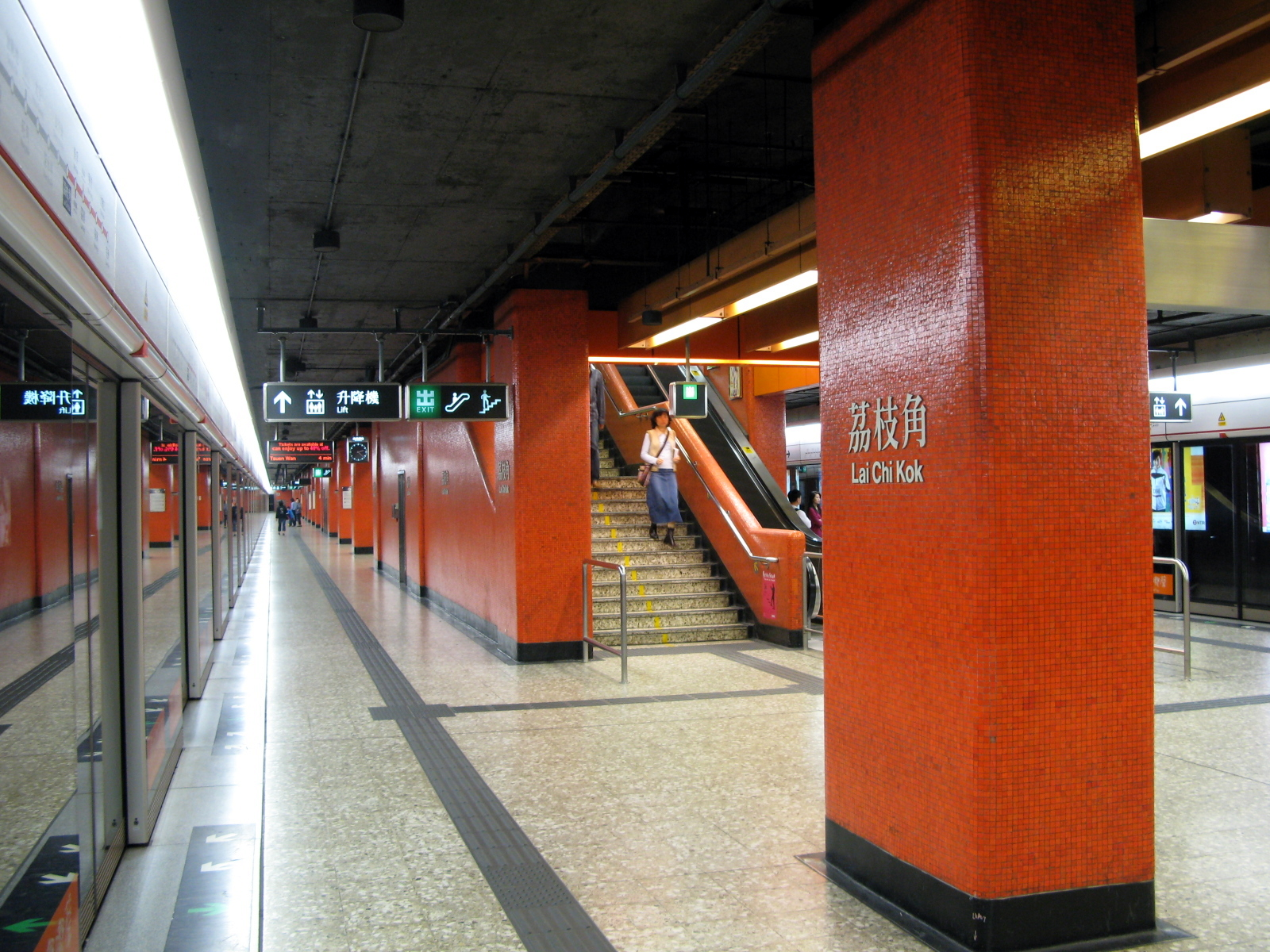
Станция Лайчикок

## Станции
На станциях Центральная и Адмиралтейство можно пересесть на линию Айленд, на станциях Вонкок и Принц Эдвард — на линию Куньтхон, на станции Лайкин — на линию Тунчхун, на станции Мэйфу — на Западную линию. Кроме того, станция Центральная соединена переходами со станцией Гонконг, на которой можно сесть на поезда линий Тунчхун и Аэропорт-Экспресс, а станция Чимсачёй соединена переходами со станцией Ист-Чимсачёй, на которой можно сесть на поезда Западной линии.
Некоторые станции линии Чхюньвань залегают значительно глубже остальных. Например, станции Адмиралтейство и Чимсачёй более глубокого залегания, так как они расположены на выходах из туннеля, проложенного под дном бухты. Кроме того, станции Адмиралтейство и Центральная являются пересадочными на линию Айленд, которая пролегает глубже коулунского участка линии Чхюньвань. 
| №  | Название                            | Местоположение                                | Открытие             | Пересадка на линии                  |
| -- | ----------------------------------- | --------------------------------------------- | -------------------- | ----------------------------------- |
| 1  | Центральная (Central, 中環)         | Центральный (Центральный и Западный округ)    | 12 февраля 1980 года | Айленд, Тунчхун и Аэропорт-Экспресс |
| 2  | Адмиралтейство (Admiralty, 金鐘)    | Адмиралтейство (Центральный и Западный округ) | 12 февраля 1980 года | Айленд                              |
| 3  | Чимсачёй (Tsim Sha Tsui, 尖沙咀)    | Чимсачёй (округ Яучимвон)                     | 31 декабря 1979 года | Западная                            |
| 4  | Джордан (Jordan, 佐敦)              | Джордан (округ Яучимвон)                      | 31 декабря 1979 года |                                     |
| 5  | Яуматэй (Yau Ma Tei, 油麻地)        | Яуматэй (округ Яучимвон)                      | 31 декабря 1979 года | Куньтхон                            |
| 6  | Вонкок (Mong Kok, 旺角)             | Вонкок (округ Яучимвон)                       | 31 декабря 1979 года | Куньтхон                            |
| 7  | Принц Эдвард (Prince Edward, 太子)  | Вонкок (округ Яучимвон)                       | 10 мая 1982 года     | Куньтхон                            |
| 8  | Самсёйпоу (Sham Shui Po, 深水埗)    | Самсёйпоу (округ Самсёйпоу)                   | 17 мая 1982 года     |                                     |
| 9  | Чхёнсавань (Cheung Sha Wan, 長沙灣) | Чхёнсавань (округ Самсёйпоу)                  | 17 мая 1982 года     |                                     |
| 10 | Лайчикок (Lai Chi Kok, 茘枝角)      | Лайчикок (округ Самсёйпоу)                    | 17 мая 1982 года     |                                     |
| 11 | Мэйфу (Mei Foo, 美孚)               | Мэйфусаньчхюнь, Лайчикок (округ Самсёйпоу)    | 17 мая 1982 года     | Западная                            |
| 12 | Лайкин (Lai King, 荔景)             | Лайкин, Кхуайчхун (округ Кхуайчхин)           | 10 мая 1982 года     | Тунчхун                             |
| 13 | Кхуайфон (Kwai Fong, 葵芳)          | Кхуайфон, Кхуайчхун (округ Кхуайчхин)         | 10 мая 1982 года     |                                     |
| 14 | Кхуайхин (Kwai Hing, 葵興)          | Кхуайхин, Кхуайчхун (округ Кхуайчхин)         | 10 мая 1982 года     |                                     |
| 15 | Тайвохау (Tai Wo Hau, 大窩口)       | Тайвохау, Чхюньвань (округ Чхюньвань)         | 10 мая 1982 года     |                                     |
| 16 | Чхюньвань (Tsuen Wan, 荃灣)         | Чхюньвань (округ Чхюньвань)                   | 10 мая 1982 года     |                                     |

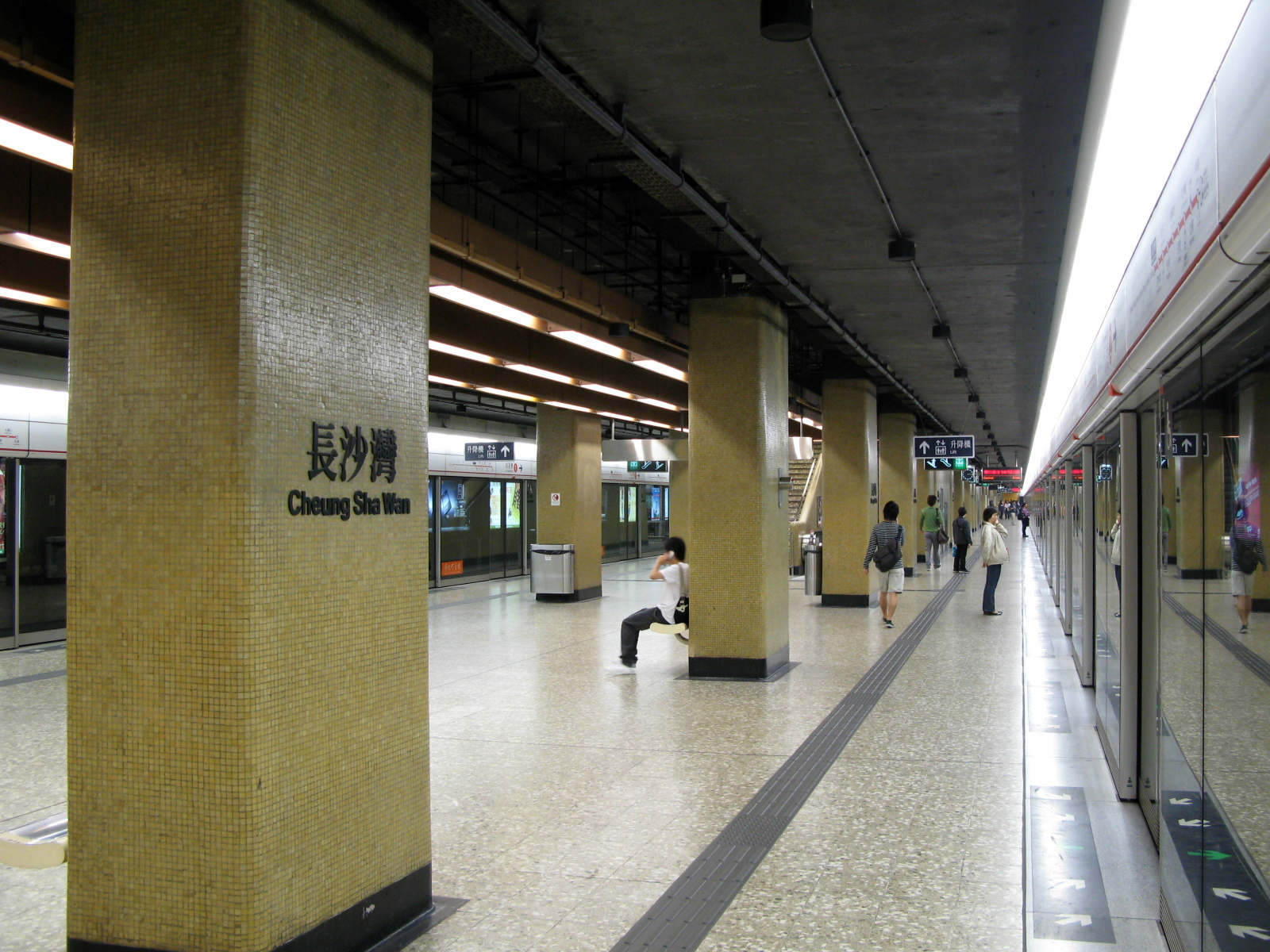
Станция Чхёнсавань
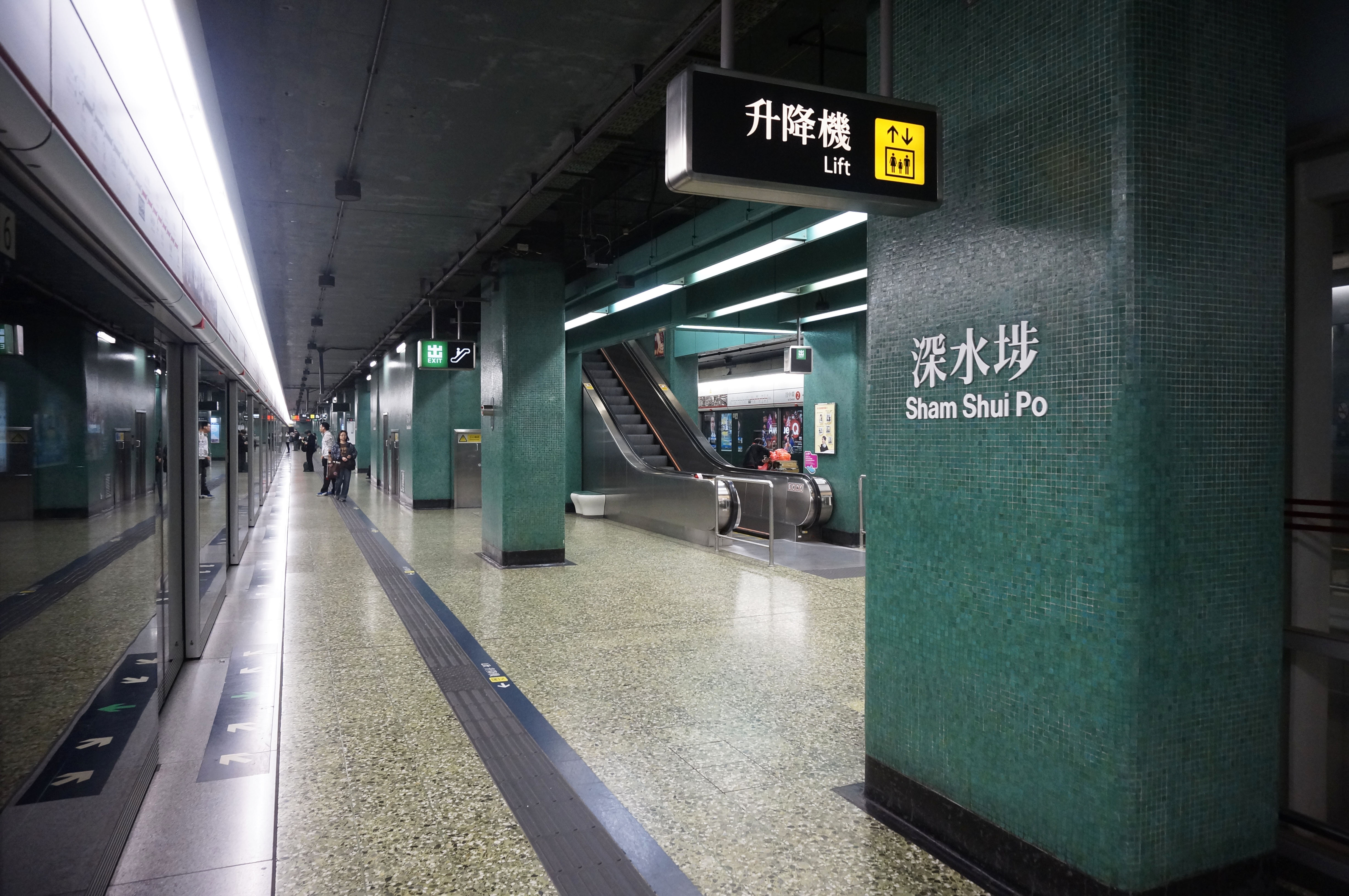
Станция Самсёйпоу
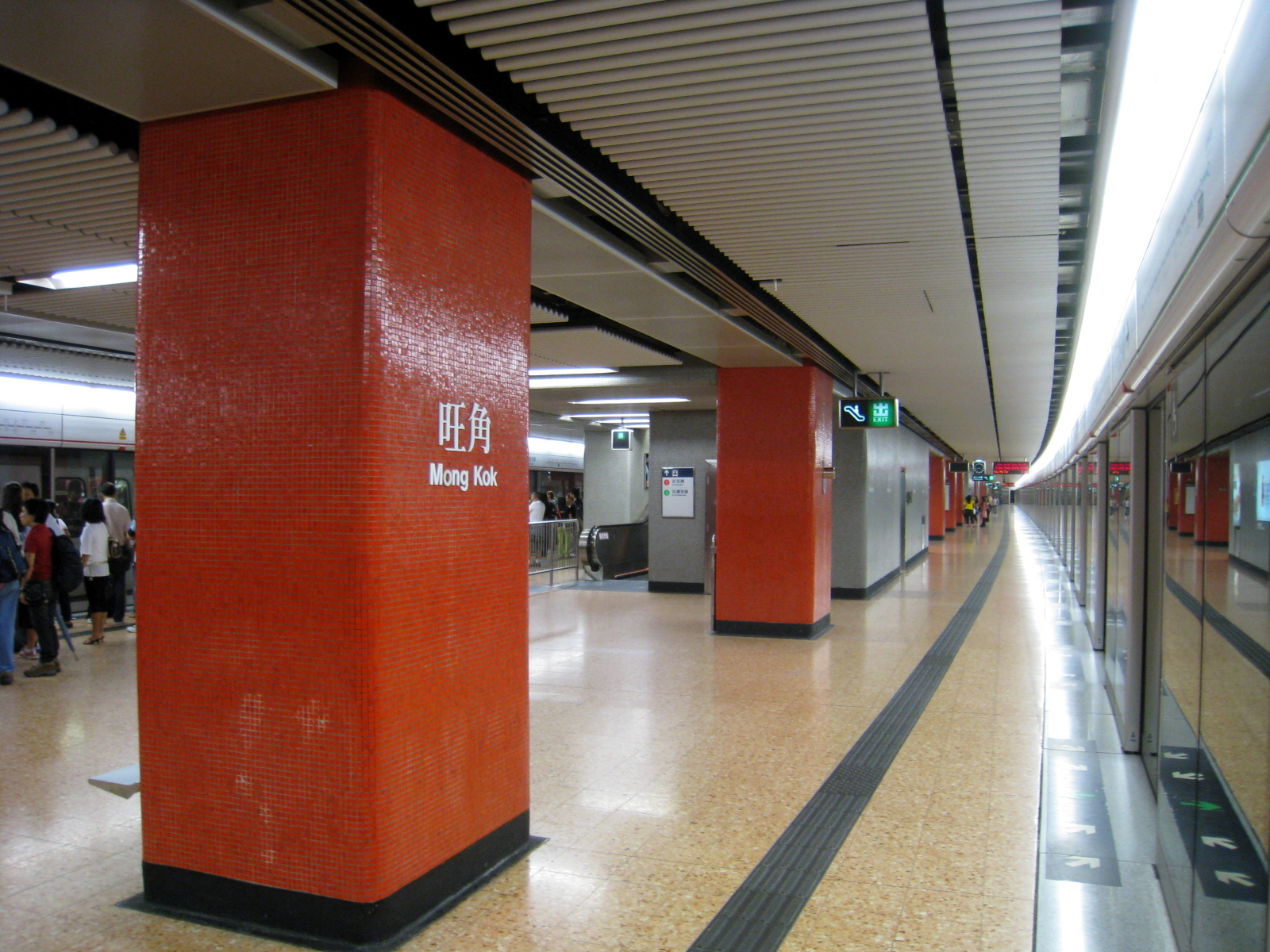
Станция Вонкок
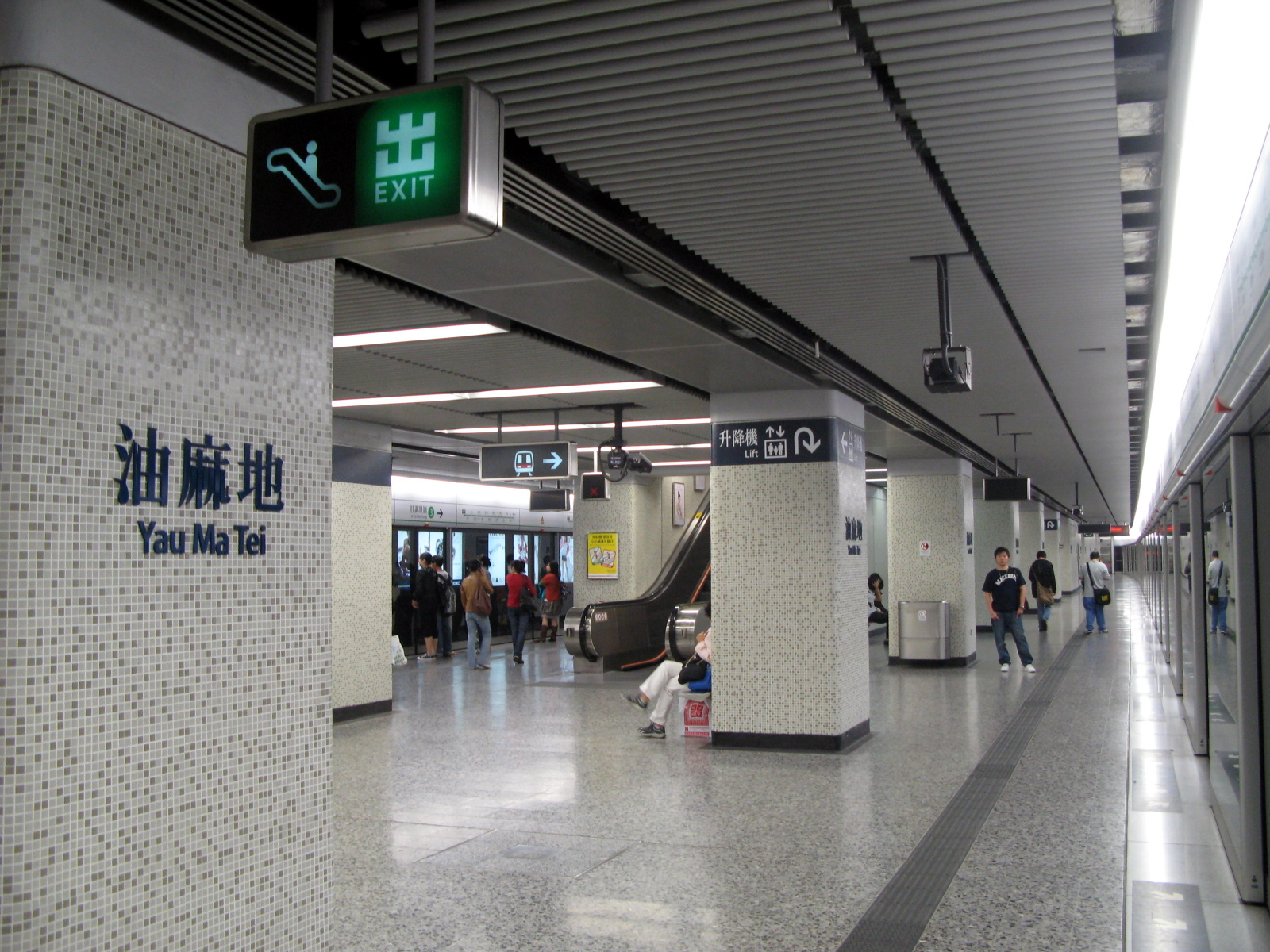
Станция Яуматэй